# Ceratopipra chloromeros
A Ceratopipra chloromeros a madarak osztályának verébalakúak (Passeriformes) rendjébe és a piprafélék (Pipridae) családjába tartozó faj.

## Rendszerezése
A fajt Johann Jakob von Tschudi svájci ornitológus írta le 1844-ben, a Pipra nembe Pipra chloromeros néven. Besorolása vitatott, egyes szervezetek jelenleg is ide sorolják, de a Dixiphia nembe is sorolják Dixiphia chloromeros néven.

## Előfordulása
Bolívia, Brazília és Peru területén honos. A természetes élőhelye szubtrópusi és trópusi síkvidéki és hegyi esőerdők.

## Megjelenése
Testhossza 11 centiméter, testtömege 16,5 gramm.

## Külső hivatkozás
- Képek az interneten a fajról
- Internet Bird Collection - videók a fajról